# Lioudmila Otcheretnaïa
Pour les articles homonymes, voir Poutina.
 (novembre 2015).
Si vous disposez d'ouvrages ou d'articles de référence ou si vous connaissez des sites web de qualité traitant du thème abordé ici, merci de compléter l'article en donnant les références utiles à sa vérifiabilité et en les liant à la section « Notes et références ».
Lioudmila Alexandrovna Otcheretnaïa, (en russe : Людмила Александровна Очеретная [lʲʊdˈmʲiɫə ɐlʲɪkˈsandrəvnə ˈputʲɪnə]), ex Poutina (Путина), née Chkrebneva (Шкребнева) le 6 janvier 1958 à Kaliningrad, est une personnalité russe, connue comme ancienne Première dame de Russie en tant qu'épouse de Vladimir Poutine, président de la fédération de Russie, dont elle a partagé la vie de 1983 à leur divorce, en 2013.

## Biographie

### Jeunesse et mariage avec Vladimir Poutine
Lioudmila Alexandrovna Chkrebneva est née le 6 janvier 1958 à Kaliningrad[réf. nécessaire] dans une famille ouvrière. Après des études d'espagnol à l'université de Leningrad, elle devient[Quand ?] hôtesse de l'air pour la compagnie Aeroflot. Elle se marie avec l'officier du KGB Vladimir Poutine en 1983, trois ans après leur rencontre. Le couple a deux filles : Maria (née en 1985) et Katerina (née en 1986).

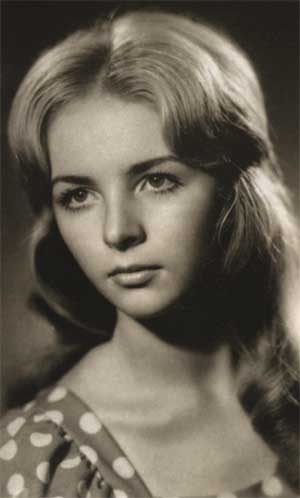
Lioudmila Chkrebneva jeune.
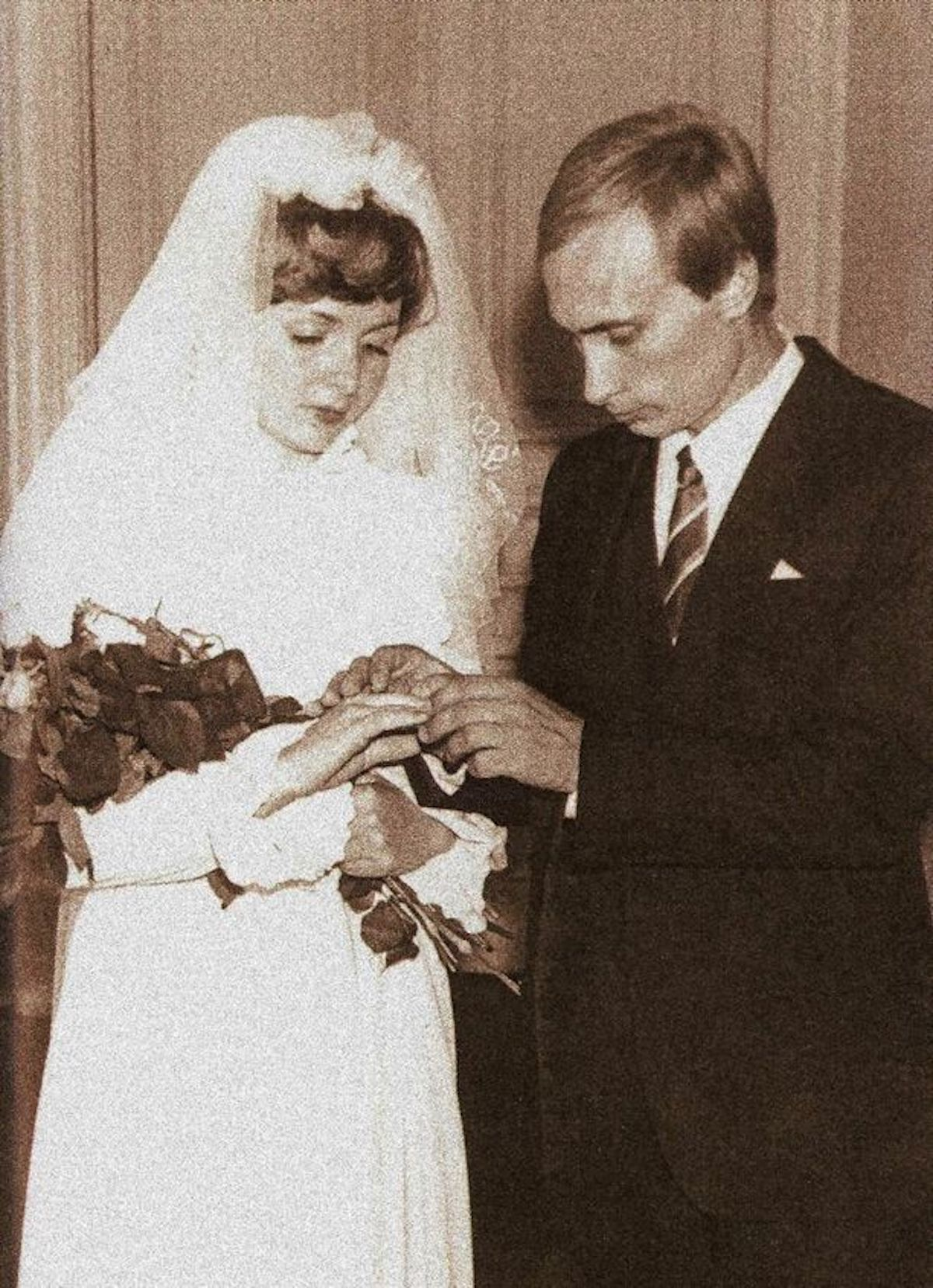
Mariage avec Vladimir Poutine.
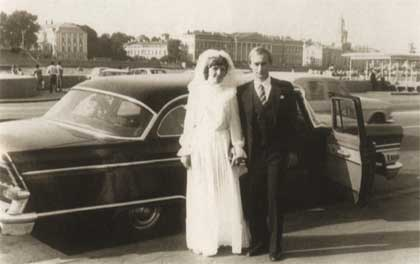
Jour du mariage de Chkrebneva avec Vladimir Poutine.

### Première dame de Russie

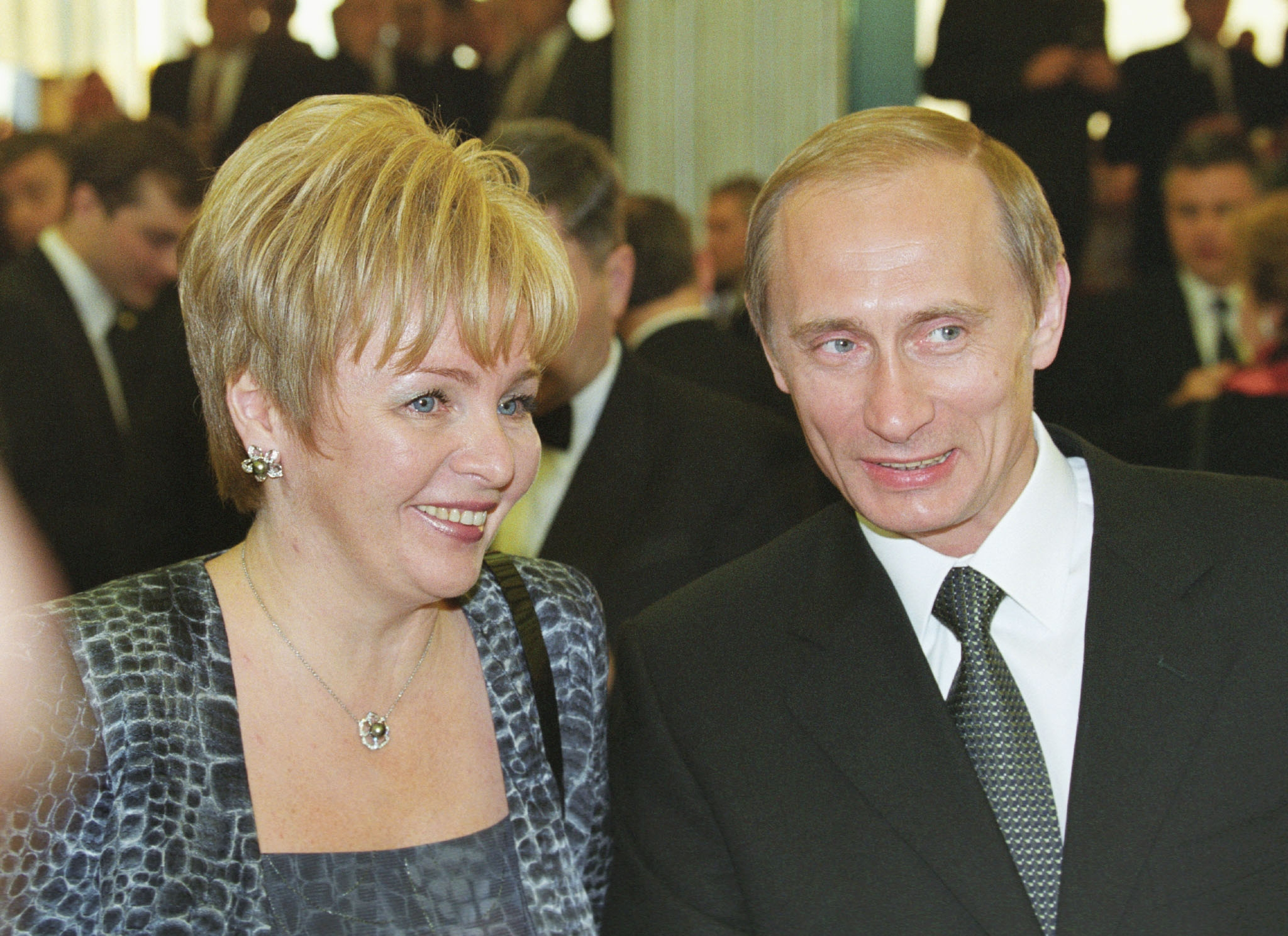
Lioudmila Poutina lors de l'investiture de son époux comme président de la Russie, le 7 mai 2000.

Entre 1999 et 2008, elle est la Première dame de Russie alors que son mari est président après avoir succédé à Boris Eltsine. N'apparaissant qu'à de très rares occasions, essentiellement pour les cérémonies officielles, Lioudmila Poutine réside avec son époux et ses deux filles au Kremlin de Moscou. Ses rares apparitions se limitent aux voyages officiels de son époux et lors des dîners d'État. Elle fonde par ailleurs le Centre de promotion de la langue russe. Sa dernière apparition officielle en tant que Première dame remonte au 33e sommet du G8 organisé en Allemagne, en 2007[réf. nécessaire].
Elle assiste, en retrait[réf. nécessaire], à l'investiture du successeur de son époux, Dmitri Medvedev, à la présidence, au Kremlin.
Malgré son absence médiatique, Lioudmila Poutina est considérée[réf. nécessaire] comme l'une des femmes les plus influentes de Russie. Scandalisée par une rumeur rendant son divorce imminent et le remariage de son époux, Vladimir Poutine, avec la maîtresse supposée de celui-ci, la jeune gymnaste Alina Kabaeva, qui s'est propagée vers mars 2008, elle aurait exercé une lourde pression[réf. nécessaire] sur son époux et la direction du Moskovski Korrespondent — le journal qui a annoncé la possible relation du chef de l'État avec la jeune gymnaste — pour obtenir la fermeture du quotidien d'information.

### Absence d’apparition publique et retour éphémère au Kremlin
À partir de la nomination de son époux à la fonction de chef du gouvernement, en mai 2008, le lendemain de la fin de son mandat présidentiel, Lioudmila Poutina n'est jamais intervenue dans les médias[réf. nécessaire].
Le 4 mars 2012, elle apparaît pour la première fois depuis plusieurs mois aux côtés de son époux, dans un bureau de vote à l'occasion de l'élection présidentielle[réf. nécessaire], lors de laquelle il est élu.

### Divorce et remariage
Après de nombreuses rumeurs concernant leur séparation, démenties à plusieurs reprises par le couple présidentiel, Vladimir Poutine et son épouse Lioudmila annoncent leur divorce le 6 juin 2013,. Le 1er avril 2014, un porte-parole du Kremlin confirme officiellement que Vladimir Poutine et son épouse sont à ce jour divorcés après, semble-t-il, plusieurs années de séparation.
Elle se remarie en 2015 avec l'homme d'affaires Artur Ocheretny, né le 29 mars 1978.

### Sanctions occidentales
Dans le contexte de la guerre russo-ukrainienne et de l'invasion russe de l'Ukraine en 2022, ainsi que des sanctions occidentales contre la Russie et des personnes proches de son ancien époux, une villa située à Anglet, en France, appartenant officiellement à Artur Ocheretny mais soupçonnée d'être la propriété de Lioudmila Otcheretnaïa, est saisie par la justice.